# おしゃべり本棚
おしゃべり本棚（おしゃべりほんだな）はRKB毎日放送（RKBラジオ）で放送されている朗読番組である。

## 番組概要
RKBのアナウンサーによる童話、小説などの読み聞かせ番組である。テーマ性のある作品を取り上げることで、ラジオを通じてじっくり本と向き合う時間を提供する。

## 放送時間
- 土曜日 17:20～17:35（JST）→
- 土曜日 5:15～5:30（JST）

## スポンサー
- JA共済

## 番組外での活動
読み聞かせ会として、小学校などにて行うこともあり、秋に行われる「RKBラジオまつり」でも朗読会が行われる。
2003年の場合、
- 放送内ではできない複数アナウンサーでのミニ朗読劇
- インタビュー形式での朗読
- 人形劇

が行われた。